# Darryl Way
Darryl Way (17. prosince 1948 Taunton, Somerset, Spojené království) je britský rockový hudebník s klasickým hudebním vzděláním, který byl společně s Francisem Monkmanem zakládajícím členem skupiny Curved Air. Nejvíce je znám jako houslista ačkoliv hrál ve své skupině Wolf i na varhany.
Své hudební vzdělání začínal na Dartington College of Arts a později studoval Royal College of Music, kde se potkal s Francisem Monkmanem. Spolu založili skupinu Sisyphus, která se vyvinula ve skupinu Curved Air.
Po třech albech skupinu Curved Air v roce 1972 opustil a založil skupinu Wolf (která se stala známou jako Darryl Way's Wolf), která předtím, než se koncem roku 1974 vrátil ke Curved Air, nahrála také tři alba. Po tomto návratu ke Curved Air hrál na jejich Live albu a dalších dvou studiových albech, než znovu odešel.
Hrál na některých stopách alba Jethro Tull Heavy Horses z roku 1978, včetně titulní písně. Pak vydal několik různých alb, včetně Concerto for Electric Violin, které mělo premiéru na The South Bank Show s Royal Philharmonia Orchestra v roce 1987. Podobné vystoupení se uskutečnilo v Leeds Town Hall začátkem 80. let, které bylo živě vysíláno stanicí BBC Radio Leeds.
Curved Air se nakrátko sešli v roce 1990 a živá nahrávka tohoto jejich slučovacího koncertu byla vydána v roce 2000.

## Diskografie
S Curved Air:
- Airconditioning (1970) including his renowned composition Vivaldi
- Second Album (1971) on which he co-wrote their biggest hit Back Street Luv
- Phantasmagoria (1972)
- Live (1975)
- Midnight Wire (1975)
- Airborne (1976)
- Live At The BBC (1995)
- Alive, 1990 (2000)

S Darryl Way's Wolf:
- Canis Lupus (1973)
- Saturation Point (1973)
- Night Music (1974)
- Darryl Way's Wolf (compilation from Canis Lupus and Saturation Point) (1974)

S Gong:
- Expresso II (1978)

S Jethro Tull:
- Heavy Horses (1978)

Solo:
- Concerto for Electric Violin (1978) - Francis Monkman synthesizes an orchestra on keyboards
- Little Plum (1982)
- Little Plum (remix) (1984)
- Edge of the World (1984)
- The Human Condition: Suite for String Orchestra, Piano and Percussion (1987)
- Under the Soft (1991)